# Aphemogryllus gracilis
Aphemogryllus gracilis är en insektsart som beskrevs av Rehn, J.A.G. 1918. Aphemogryllus gracilis ingår i släktet Aphemogryllus och familjen syrsor. Inga underarter finns listade i Catalogue of Life.